# Семёрка (телеканал)
«Семёрка» — бывший общероссийский телеканал. Изначально носил название «7ТВ». В 2001—2009 годах являлся спортивным каналом. Изменение сетки вещания под соответствующую концепцию состоялось 7 декабря 2001 года. В тот же день была проведена пресс-конференция канала. Тот день можно считать официальным днём рождения.
С 1 января 2010 года концепция вещания телеканала была изменена на познавательно-развлекательную. С 1 марта 2011 года «7ТВ» объявил о запуске новой концепции и стал называться «Семёрка». Владелец выбрал ему новый лозунг: «Развлекаем с пользой». Прекратил своё вещание 31 декабря 2011 года.
По оценке TNS в третьем квартале 2011 года среднесуточная доля телеканала в аудитории старше четырёх лет по сравнению с аналогичным периодом 2009 года выросла с 0,3 до 2,3 %. Наряду с «Муз-ТВ», телеканал «Семёрка» входил в «ЮТВ Холдинг».

## История

### Предыстория
В начале 2000-х годов обсуждалась необходимость круглосуточного спортивного вещания в стране. Тогдашний президент ОКР Леонид Тягачёв обращался с просьбой к президенту страны переориентировать телеканал «ТНТ» исключительно на спортивное вещание. Проводились маркетинговые исследования и из всех немногочисленных дециметровых каналов, которые подходили под концепцию, выбор был остановлен на малоизвестном канале «Детский проект».
В сентябре 2001 года удалось договориться с владельцем телеканала о покупке контрольного пакета акций и через неделю представитель новых владельцев Олег Аксёнов прибыл в Монте-Карло на выставку «Sportel». Там он договорился о покупке прав на трансляции некоторых соревнований. Генеральный директор общества с ограниченной ответственностью «Детский проект» Михаил Химич достиг договорённости с группой компаний «ДЮФФ» о перепрофилировании телеканала в спортивный. Сам же канал в итоге приобрёл название «7ТВ» и официально начал вещание под этим именем 17 сентября 2001 года.

### 2001—2003 годы: начало вещания
С осени 2001 по апрель 2003 года вещание «7ТВ» осуществлялось по лицензии, выданной в своё время ООО «Детский проект». Об этом свидетельствовали отображавшаяся в 2001—2002 годах в левом нижнем углу экрана едва заметная аббревиатура «ДП», а также периодическое присутствие в сетке «7ТВ» между спортивными трансляциями и передачами детских фильмов и телепередач, являвшихся обязательным условием лицензии, по которой тогда вещал телеканал. Среди первых показываемых телетрансляций были некоторые матчи чемпионатов Испании и Англии по футболу, а также трансляции хоккея, биатлона, ралли и др. Программ собственного производства практически не было, а все матчи комментировались с использованием устаревшего студийного оборудования. В дальнейшем спортивное вещание на 7ТВ было представлено достаточно широким спектром прямых и записных телетрансляций по различным видам спорта, обзорными и информационными программами как собственного, так и стороннего или зарубежного производства с закадровым переводом на русский язык. Среди трансляций на 7ТВ были чемпионаты России по всем популярным игровым видам спорта (в том числе и по футболу), квалификационные матчи Лиги Чемпионов, Кубок УЕФА, а также европейские национальные футбольные кубки и чемпионаты (к английскому и испанскому чемпионатам добавился итальянский, от которого телеканал впоследствии отказался), НХЛ и НБА (по сублицензии от «НТВ-Плюс»).
В марте 2002 года телеканал «7ТВ» претендовал на выход в эфир на 6 ТВК (на этой частоте с 1993 по 2002 год был телеканал ТВ-6), объясняя это, прежде всего, необходимостью общедоступного спортивного вещания в России. На телеканале существовал свой попечительский совет, председателем которого был тогдашний представитель президента РФ в Центральном округе Георгий Полтавченко, а членами — близкие к государству политики и функционеры: Валентина Матвиенко, Леонид Тягачёв, Павел Рожков и вице-президент федерации дзюдо РФ Аркадий Ротенберг.
С 16 сентября 2002 года телеканал начал круглосуточное вещание (до этого телеканал начинал своё вещание в 7:00, а заканчивал в 1:00). Несмотря на это, до конца 2000-х годов в ночь с понедельника на вторник в круглосуточной работе канала для Москвы и Московской области присутствовал еженедельный технический перерыв с 1:45 до 6:00 (как и у других федеральных телеканалов).
В день захвата заложников в театральном центре на Дубровке (24 октября 2002 года) на телеканале 7ТВ шёл прямой эфир из студии телекомпании ВКТ, посвящённый данным событиям. Ведущим был тогдашний генеральный директор канала Олег Аксёнов.
В 2002—2003 годах телеканал «7ТВ» был единственным открытым спортивным телеканалом в России. Планировалось, что 7ТВ будет основой для нового общедоступного спортивного телеканала, но этого не произошло, потому что сделка с ВГТРК по продаже телеканала была сорвана. В этот же период на 7ТВ переходят Ашот Насибов и Николай Николаев, которые ранее работали с Евгением Киселёвым на НТВ и ТВС. Персонал телеканала в те годы составлял цифру в 650 человек.

### 2003—2004 годы: смена концепции
В апреле 2003 года полное зарегистрированное название телеканала было заменено на ООО «Спортивный телеканал 7ТВ». С этого момента фильмы, сериалы и развлекательные передачи для 7ТВ стали подбираться так, чтобы они обязательно имели прямую связь со спортом. Так, в середине-конце 2000-х годов на телеканале часто показывали фильмы «Вратарь», «Первая перчатка», «Завтрак с видом на Эльбрус» и «Семь стариков и одна девушка», сериалы «15:0», «Пляж, экстрим и всё такое», «Карола Казини: на крутых виражах» и аниме-сериал «Спиди-гонщик». Одновременно с этим спортивные трансляции в сетке вещания стали постепенно отодвигаться на дальний план — по причине того, что генпродюсером Николаем Николаевым была сделана главная ставка на собственное и заказное производство телепродукта: новости и различные телепрограммы спортивной и, часто, околоспортивной тематики. Среди них было немало и программ коммерческого характера. Самыми известными из спортивных и околоспортивных передач канала тех лет являются телеспортивный журнал «Назло рекордам!?» и программа «Диалоги о рыбалке».
В 2003—2004 годах на телеканале наступила кризисная ситуация: персонал по несколько месяцев не получал зарплату. По свидетельству президента 7ТВ Александра Беспутина, невыплаты зарплаты сотрудникам были связаны с тем, что телекомпании в то время нужно было расплатиться за права на трансляции и заплатить налоги. Некоторые печатные издания рассказывали о возможных перспективах по перепрофилированию телеканала из спортивного в музыкальный, впоследствии не получивших подтверждения. Негативные последствия для 7ТВ напрямую вызвало создание годом ранее общедоступного государственного канала «Спорт», к которому тогда же перешли права на показ российского футбольного первенства и ряда других крупных турниров. Вместе с этим начался кадровый отток сотрудников на ВГТРК: в частности, в государственный медиахолдинг с 7ТВ ушли журналисты Илья Казаков, Максим Демков и Владимир Стогниенко. Также завершилось производство нескольких оригинальных телепередач канала, часть которых производила компания Тимура Вайнштейна и Олега Осипова «Леан ТВ».

### 2004—2005 годы: смена руководства
В начале 2004 года на телеканале произошла смена руководства, в ходе которой с 7ТВ ушли все менеджеры, стоявшие у истоков создания телеканала как спортивного, а также Насибов и Николаев. Почти все студийные и обзорные программы, на которые ставило прежнее руководство, были закрыты по причине накопившихся у телекомпании долгов и возникших финансовых трудностей. С 1 апреля 2004 года новости на телеканале стали выходить без ведущих (остался только закадровый голос, озвучивавший видеосюжеты), со многими журналистами не были продлены контракты на дальнейшее сотрудничество. Ряд сотрудников, не выдержав постоянных невыплат зарплаты, уволились и перешли работать на «Спорт» и «НТВ-Плюс». С начала лета телеканал находился под угрозой закрытия, почти вся его сетка вещания стала состоять из архивных трансляций, повторов программ, а также второразрядных спортивных соревнований и передач о рыбалке (в отдельные дни работы на 7ТВ им могла быть отдана практически вся эфирная сетка). Последний футбольный турнир, остававшийся на то время у канала (Испанская Примера), в марте 2005 года также был отключён за долги. На некоторое время ввиду просроченной подписки телеканалу также был закрыт доступ к видеокартинкам от информагентств SNTV и Reuters, что вызывало определённые затруднения при подготовке новостей. В это же время в некоторых крупных российских городах вещание 7ТВ начали отключать по той же причине.
С осени 2004 года весь эфир телеканала (за исключением заставок, рекламных блоков, анонсов, прямых трансляций, а также программ синхронного телевещания) стал сопровождаться бегущей строкой синего (в дни государственного траура и с 1 сентября 2005 года — серого) цвета, на которой выводились актуальные спортивные новости дня и результаты матчей. На фоне потери всех основных футбольных, хоккейных и баскетбольных телеправ освободившийся эфир телеканала постепенно стал наполняться прямыми трансляциями многочисленных соревнований по авто- и мотоспорту с участием неизвестных массовому российскому зрителю спортсменов. При этом на 7ТВ никогда не транслировался чемпионат мира по автогонкам в классе «Формула-1» из-за дороговизны лицензии, его освещение было ограничено новостными репортажами, а также еженедельной переводной программой «Формула-1. За кулисами Гран-При». В виде кратких обзоров на 7ТВ тех лет могли показываться и другие трансляции (как чемпионат России по гандболу), несмотря на то, что технические возможности по организации прямого эфира с места у канала были. По инициативе новых руководителей — гендиректора Рубена Оганесова и генерального продюсера Климента Колосова — был сильно сокращён штат канала (с 600 до 250 человек); долги по зарплате сотрудникам вскоре были погашены.

### 2005—2009 годы: канал экстремального спорта

Логотип 7ТВ, использовавшийся с 1 сентября 2005 по 27 сентября 2009 года

В 2005 году телеканал 7ТВ заключил соглашение с правительством Московской области о совместной деятельности по освещению спортивной жизни Московского региона. В том же году на телеканале была сформирована новая эфирная сетка, продержавшаяся до осени 2009 года. 7ТВ начал позиционировать себя «каналом экстремального спорта».
Одновременно с этим, к началу 2006 года 7ТВ начал постепенно выходить из кризисной ситуации, возникшей двумя годами ранее. С этого момента на телеканале стали чаще показывать дартс, пул и покер, трансляции по настольному футболу и хоккею. Информационное вещание было расширено до 30 ежедневных выпусков. Телеканал первым в России показал в прямом эфире автомобильную гонку на выносливость «24 часа Ле-Мана» и гонку на автомобилях с открытыми колёсами «500 миль Индианаполиса», а также: кольцевую гонку «Супербайк», «MotoGP», автогонки NASCAR, «ДТМ», «World Touring Car Cup», Red Bull Air Race, X-Games, Кубок Англии по футболу, Кубок Английской Лиги, финальную игру за звание чемпиона Национальной футбольной лиги (НФЛ) Соединённых Штатов Америки «Супербоул». Кроме того, 7ТВ стал первым российским телеканалом, который в феврале 2007 года запустил верифицированный канал на YouTube.
Наибольшим зрительским интересом на телеканале тех лет пользовались передача «NBA Live!» с Дмитрием Матеранским, Николаем Цынкевичем, Станиславом Крайновым и Игорем Знаменским, а также классические матчи НХЛ под шапкой «Классика NHL» с Владимиром Дехтярёвым и короткие программы «220 вольт», «100 % Extreme» и «Планета X», обычно выходившие в конце каждого часа. Помимо этого, зрителям также запомнились показы по 7ТВ классических матчей Английской футбольной премьер-лиги с комментатором Александром Елагиным (ранее работал на REN-TV), дартса с комментатором Григорием Русановым и трансляций российского рестлинга («Wrestling. Опасная Зона»), выпавшего из поля зрения СМИ после перепрофилирования канала. Телеканалу удалось заключить контракт с рекламным селлером Video International, что обеспечило ему постоянный поток крупных рекламодателей. При этом с точки зрения рейтингов канал 7ТВ с 2005 по 2009 год, как и в прошлые годы, всё равно продолжал занимать последнее место по Москве и предпоследнее (или же также последнее) по стране среди всех российских эфирных с рейтинговыми показателями от 0,1 % до 0,4 %.
В августе 2007 года 7ТВ снова принял участие в конкурсе Федеральной конкурсной комиссии, на который были выставлены 68 частот с концепцией спортивного вещания, в том числе и 6 ТВК в Москве, тогда принадлежавшая вещавшему по лицензии ЗАО «МНВК ТВ-6 Москва», а затем и НП «Медиа-Социум» государственному телеканалу производства ВГТРК «Спорт», но снова проиграл. 29 августа ФКК отдала своё предпочтение «Спорту», в результате чего его вещание продолжилось на тех же частотах.
С декабря 2007 по март 2010 года в сетке вещания данного канала были широко представлены интерактивные телеигры в формате Call-TV (в разное время выходили игры «Ночной выигрыш», «Спортmoneyя», «Планета экстрима», «Ваш каприз», «Клуб желаний» и «Алло, Гавайи!»). В дни национального траура вся сетка вещания 7ТВ была отдана под показ в режиме нон-стоп выпусков старого киножурнала «Советский спорт» (спортивные новости в такие дни в эфир также не выходили).
В августе 2009 года газетой «Коммерсантъ» была опубликована информация о том, что возникшая годом ранее Континентальная хоккейная лига (КХЛ) в телесезоне 2009/2010 годов хочет начать сотрудничество с 7ТВ вместо телеканала «Спорт», в связи с тем, что на 7ТВ предложили лиге более масштабное её освещение в телеэфире (пообещав показать у себя примерно 470 матчей чемпионата из 672, причём 300 из них — в прямом эфире, с возможностью делиться картинкой с турнира с ВГТРК и другими вещателями) и выдвинули меньше условий в сравнении с тем, что ей предлагали на ВГТРК (в частности, отказавшись возлагать на КХЛ расходы по производству телевизионного сигнала). Предполагалось, что показ КХЛ в подобных по тем временам объёмах на эксклюзивной основе станет самым крупным проектом за всю историю существования канала. Но этого не произошло, потому что эфирным бродкастером турнира остался телеканал «Спорт», которому 7ТВ существенно уступал по охвату и численности аудитории.

### 2009—2011 годы: перепрофилирование телеканала
С сентября 2009 года, в соответствии с планами старого менеджмента, телеканал планировал изменить концепцию вещания и стать «русской версией ESPN»: согласно свидетельствам тогдашних сотрудников редакции, 7ТВ построил новую студию и начал подготовку ведущих (в том числе и Дмитрия Матеранского) к новому формату сквозного прямого эфира. Включения из студии на новом 7ТВ должны были чередоваться с выпусками новостей, сюжетами и телетрансляциями. В новую концепцию и сетку вещания предусматривалось вписать и трансляции игр КХЛ. Первый эфир телеканала в таком виде должен был состояться 1 сентября 2009 года, но изменения формата не произошло из-за очередной смены руководства 7ТВ. Иван Таврин и Константин Лиходедов, пришедшие на 7ТВ 27 августа, сразу отказались от его чисто спортивной концепции вещания, после чего вся спортивная редакция покинула телеканал. В период с сентября по декабрь 2009 года был сокращён штат сотрудников как телеканала, так и Интернет-сайта 7tv.ru, поскольку для дальнейшего функционирования 7ТВ в его штате было решено оставить всего 50-60 человек.
14 сентября 2009 года окончательно прекращён показ прямых спортивных трансляций (последней такой трансляцией стал этап чемпионата мира по воздушным гонкам в Порту), а вместо бегущей строки со спортивными новостями появился SMS-чат, который просуществовал до 3 октября.
С 28 сентября того же года была закрыта программа «7 новостей», а также прекращена оперативная доставка спортивных передач и трансляций. Вместо «7 новостей» стали выходить обзорные программы «Мировой спортивный день» и «Мировая ОКОЛОспортивная неделя».
С того же дня и до 31 декабря 2009 года сетка вещания телеканала стала состоять из небольшого количества программ, оставшихся от предыдущей концепции («Диалоги о рыбалке», «Российская футбольная неделя», «Академия нахлыста», «Жажда скорости»), документальных фильмов о путешествиях («Коллекция приключений»), перемонтированных архивных программ собственного производства, коммерческих передач и телеигр в формате Call-TV (с октября 2009 по март 2010 года они выходили в общем объёме 10 часов в сутки — с 11:00 до 14:00 и с 0:00 до 7:00). Факт изменения концепции вещания нашёл подтверждение в открытом письме сотрудников телеканала. В октябре в сетку вещания выходных дней был введён блок из передач телеканала «Подмосковье» (куда впоследствии ушла часть бывшего руководящего и редакторского состава с 7ТВ). Также в эфире вновь появились телемагазины.
1 января 2010 года с 12:00 по московскому времени телеканал прекратил вещание почти всех спортивных программ (за исключением нескольких, убранных из сетки вещания уже в течение весны). 7ТВ стал развлекательным каналом. Начались показы фильмов, документальных проектов («Люди и судьбы»), юмористических программ («Маски-шоу») и повторов передач с других федеральных телеканалов. С февраля в ночном эфире появились музыкальные клипы под шапкой «Музыка на 7ТВ» (с 1 марта 2011 года — «Музыка на Семёрке»), а с июня также стали транслироваться популярные российские сериалы. По свидетельству спортивного комментатора Андрея Голованова (одного из немногих, кто оставался на телеканале в указанный период из старой команды), 7ТВ стал постепенно превращаться в своеобразное приложение к родственному каналу «Муз-ТВ» — типичный развлекательный телеканал, на котором размещали всё то, что не вмещалось в эфир последнего или же не подходило для него.
10 марта 2010 года в связи с переходом на новую сетку и формат вещания телеканал зарегистрировал ООО «7ТВ», которое стало новым юридическим лицом вещателя вместо ООО «Спортивный телеканал 7ТВ»; последнее, в свою очередь, продолжило своё юридическое существование, несмотря на перечисленные выше события. 30 марта телеканал окончательно переехал из телецентра «Останкино» (АСК-1) в здание бизнес-центра «Даниловские мануфактуры» (переезд 7ТВ шёл постепенно и начался ещё в ноябре 2009 года; брендированный оранжевый флаг на флагштоке в стилистике 2005 года при входе в ТТЦ продолжал висеть до середины 2012 года).
Факт многочасового показа телемагазинов и интерактивных телеигр в эфире перепрофилированного канала не остался без внимания со стороны СМИ, а также надзорных и правоохранительных органов.
24 марта 2010 года в отношении руководства программы «Спортmoneyя» было возбуждено уголовное дело по статье 159 УК РФ «Мошенничество». Формально организаторы были обвинены в снятии средств со счетов в пользу третьих лиц, хотя фактически причиной стали массовые списания денежных средств с мобильных телефонов зрителей за звонки и участие подставных сотрудников шоу, дававших заведомо неправильные ответы и оттягивавших выбор «победителя» до конца эфирного времени игры. Сами организаторы от комментариев сложившейся ситуации отказались, а показ интерактивных игр на 7ТВ при этом был прекращён. Вскоре выяснилось, что в апреле 2010 года с учётом телемагазинов продолжительность рекламы в час на «7ТВ» равнялась 19,7 минут, в мае — 21 минуту, в июне — 19 минут. В соответствии с законом «О рекламе», с января 2008 года объем рекламы на телеканалах с учётом телемагазинов, спонсорских заставок и наложений на изображение бегущей строки ограничен 15 % «времени вещания в течение часа», то есть 9 минут. После публикации данных отчётов 10 июля 2010 года телеканал в срочном порядке изменил сетку вещания. Кроме этого, в отдельные дни работы (преимущественно по выходным) 7ТВ стал отдавать почти всю сетку вещания многочасовой трансляции старых советских художественных фильмов.
Весной 2011 года на телеканале начался ребрендинг. В рамках первого этапа ребрендинга — «Реконструкция началась» — начался процесс перехода к новой концепции позиционирования телеканала — «Развлекаем с пользой». Телеканал стал называться «Семёрка» (хотя в ряде письменных источников и программ передач продолжали указывать старый вариант названия телеканала) и стал ориентироваться в основном на развлекательный контент стороннего производства, делая упор на «пользе» каждой из программ. Началась трансляция следующих телевизионных проектов, таких как утренний телеканал «Новое утро» (до августа 2011 года), познавательный тележурнал «Спасибо, Леонардо!», украинское медицинское ток-шоу «Школа доктора Комаровского» и программа «Правильный выбор».
Полностью «реконструкция» телеканала завершилась 13 августа 2011 года, когда был представлен новый логотип и был проведён марафон «Праздник Семёрки».

### Закрытие
27 октября 2011 года по итогам встречи председателя Правительства Владимира Путина с руководством компании Walt Disney и медиагруппы ЮТВ, Disney купила 49 % акций «Семёрки» с целью запуска одноимённого общедоступного телеканала.
Телеканал прекратил вещание 31 декабря 2011 года в 12:00 по московскому времени. В последний день вещания были показаны блок советских мультфильмов и три художественных фильма — «Радости и печали маленького лорда», «Приключения короля Артура» и киносказка «Три орешка для Золушки». После этого, по окончании последнего указанного фильма, была показана одна из заставок, где закадровый голос Елены Ивасишиной объявил о завершении вещания:
«Телеканал „Семёрка“ заканчивает своё вещание. Мы прощаемся с вами и желаем счастливого нового года. Волшебство начинается».
После чего шёл 29-секундный таймер обратного отсчёта. На месте бывшей «Семёрки» была запущена эфирная версия канала Disney, который сперва показал презентацию эфирного канала и анимационный фильм «Микки: И снова под Рождество». В некоторых городах на месте «Семёрки» была включена настроечная таблица.

## Вещание
Эфирное вещание осуществлялось более чем в 50 городах России.
С 30 марта 2010 года было организовано поясное вещание. На спутники были поданы часовые пояса: +0, +2, +7. В городах эфирного вещания часовых поясов +3, +4, +5 вещание, организованное при помощи серверов задержки, соответствует сетке и программе передач. После перехода на поясное вещание в эфире канала несколько раз образовывались провалы, когда вместо программ в эфир шла тогдашняя заставка часов, в том числе и в статичном варианте (на экране отображался циферблат часов, повисший в определённый временной отрезок). Самый крупный подобный провал был в ночь с 31 марта на 1 апреля 2010 года (с 18:00 до 4:00).
С 30 марта 2010 года весь выпуск телеканала перешёл на цифровую платформу без использования кассет.
| - Арзамас 60 ТВК, - Архангельск 31 ТВК, - Астрахань 49 ТВК, - Балаково 41 ТВК, - Белгород 41 ТВК, - Брянск 36 ТВК, - Владивосток 46 ТВК, - Владимир 47 ТВК, - Волгоград 68 ТВК, - Волгодонск 1 ТВК, - Вологда 39 ТВК, - Воронеж 37 ТВК, - Екатеринбург 26 ТВК (записной эфир), - Иваново 51 ТВК, - Ижевск 46 ТВК, - Иркутск 21 ТВК, - Казань 43 ТВК, - Кемерово 52 ТВК, | - Киров 25 ТВК, - Краснодар 51 ТВК, - Курск 2 ТВК, - Канск 51 ТВК, - Миасс 57 ТВК, - Москва 29 ТВК, - Мурманск 52 ТВК, - Нижний Новгород 36 ТВК, - Великий Новгород 52 ТВК, - Новодвинск 31 ТВК, - Новосибирск 33 ТВК, - Омск 34 ТВК, - Орёл 52 ТВК, - Оренбург 26 ТВК, - Пермь 27 ТВК, - Петрозаводск 40 ТВК, - Приозерск, - Ростов-на-Дону 35 ТВК, | - Рубцовск 30 ТВК, - Рыбинск 51 ТВК, - Рязань 52 ТВК, - Санкт-Петербург 25 ТВК, - Саратов 49 ТВК, - Соликамск 49 ТВК, - Старый Оскол 35 ТВК, - Сургут 28 ТВК, - Сызрань 47 ТВК, - Сыктывкар 33 ТВК, - Тверь 26 ТВК, - Томск 39 ТВК - Тула 59 ТВК, - Тюмень 41 ТВК, - Уфа 24 ТВК, - Унеча 25 ТВК, - Ярославль 26 ТВК. |

### Цифровое
Спутниковое:
- «Триколор»
- «НТВ-Плюс»
- «Космос-ТВ»
- «АктивТВ»
- «ONYX TV»

Кабельное:
Вещание распространялось более чем на 500 городов, и осуществлялось большинством кабельных сетей России.
- «Астраханское цифровое телевидение» (Астрахань)
- «МТС»
- «Билайн» (Москва)
- «Акадо»[96]
- «НКС» (Москва)[170][171][172]
- «Искрателеком» (Москва, Московская область)
- «Кэтис» (Владимир)
- «Ярославльтелесеть» (Ярославль)
- «Кабельвидеоэфир» (Сыктывкар)

В пакете кабельного оператора «Мостелеком» вещание 7ТВ продолжительное время не осуществлялось.
Мобильное:
- «Yota» (4G)
- «Билайн» (DVB-H)
- «МТС» (3G, GPRS)
- Crystal TV (ООО «Кристал Реалити»)

## Персоналии
Штат телеканала в период его существования как спортивного состоял как из советских спортивных журналистов и комментаторов (Борис Новаковский, Яков Дамский, Евгений Зимин), так и российских спортивных журналистов, ранее работавших в редакциях других каналов или радиостанций (Илья Казаков, Александр Елагин, Дмитрий Дуличенко, Оксана Косаченко, Андрей Кондрашов, Андрей Голованов, Владимир Гомельский, Дмитрий Фёдоров, Сергей Мещеряков, Максим Демков, Александр Каминский). На некоторых трансляциях или обзорных передачах 7ТВ в качестве внешних совместителей появлялись комментаторы русскоязычной версии канала Eurosport Николай Сараев и Сергей Курдюков, а также уже находившийся на пенсии Владимир Перетурин.
На 7ТВ дебютировали или получили первую известность тогда ещё молодые и малоизвестные спортивные журналисты Владимир Стогниенко, Сергей Кривохарченко, Кирилл Дементьев, Константин Курочкин, Сергей Беднарук, Владимир Дехтярёв, Дмитрий Матеранский и Андрей Ларинин.

## Собственники и руководство
Телекомпанию учредил и возглавил Михаил Химич. Но осенью 2001 года группа «Нафтасиб» продала пакет своих акций челябинскому бизнесмену Александру Беспутину. Формально владеть телекомпанией также стали три юридических лица — «Дюфф-групп», «Дюфф-капитал» и «Дюфф-инвест», принадлежащие Беспутину, а также его партнёры по бизнесу — председатель правления «Красбанка» Дмитрий Кулаков и президент футбольного клуба «Спартак» Андрей Червиченко. Кредитная линия каналу была открыта в «Красбанке», являвшемся одним из его главных акционеров.
- Олег Аксёнов (сентябрь 2001 года — 8 февраля 2004 года) — генеральный директор. В феврале 2004 года перешёл в «ДЮФФ-Групп» и должен был курировать в холдинге медийные проекты[65].

В 2004-м году стопроцентную долю выкупила Московская областная инвестиционная трастовая компания (ООО «Мособлтрастинвест»). Руководящий состав 7ТВ полностью изменился.
- Рубен Оганесов (9 февраля 2004 года — 26 августа 2009 года) — генеральный директор. Назначен, когда телеканал переживал финансовый и творческий кризис[198][199]; в прошлом — руководитель «Муз-ТВ». С 2007 по 2009 год по совместительству с 7ТВ был председателем совета директоров этого музыкального канала[98].

В декабре 2006 года Алишер Усманов завершил переговоры о покупке 50%-ной доли, а уже в мае 2008 года Усманов докупил к имеющимся у него 50 % долей ещё 33 %. К концу 2008 года выкупил у Московской областной трастовой компании оставшиеся 17 % долей телеканала и стал единственным владельцем «7ТВ».
В августе 2009 года совладелец холдинга «Медиа-1» Иван Таврин договорился с холдингом Алишера Усманова об объединении активов. Произошла смена менеджмента.
- Иван Таврин (27 августа — сентябрь 2009 года) — генеральный директор[201].
- Константин Лиходедов (сентябрь 2009 года — 31 декабря 2011 года) — генеральный директор[202].

В июле 2010 года завершена сделка по объединению телевизионных активов «Медиа-1» и «АФ Медиа Холдинг» и образован новый холдинг «ЮТВ».
В течение всего существования для создания графического оформления использованы компьютеры под управлением операционных систем «Windows 2000 Professional» и «Windows XP». Руководителем промо-отдела канала до 2009 года был Алишер Муртазаев, а его штатным композитором в период с 2005 по 2009 год был Сергей Педченко (как и на «Муз-ТВ» с 2008 по 2009 год, ранее работал на ТВ-6 и ТВС). Кроме него, с ТВС на 7ТВ перешли и некоторые другие технические сотрудники.

## Музыкальные оформители
- Михаил Экимян (2001—2002)
- Олег Литвишко (2002—2005)
- Сергей Педченко (2005—2009)
- Александр Салоид (март—август 2011)

## Спонсоры
С 2001 по 2004 год спонсором был «Красбанк».
С 2004 по 2005 год генеральным спонсором была торговая марка «Парламент», также логотип этой фирмы накладывался на часы канала.
В 2008 году во время трансляций «MotoGP» генеральным спонсором показа стала компания «Ямаха Мотор Си-ай-эс».
С 2009 по 2011 год спонсором являлась компания «МегаФон».

## Награды
В 2006 году завоевал серебряную и бронзовую награды на международном телевизионном конкурсе Promax & BDA. Награды получили идентификационные ролики-заставки телеканала:
- «Countdown» («Обратный отсчёт»), номинированный в категории «Art Direction&Design: Image Campain» — серебряная награда;
- «Special report» («Микрофоны»), номинированный в категории «ID» — бронзовая награда.

В 2008 году впервые завоевал три награды Promax & BDA за телевизионный дизайн. Это высшее достижение среди российских телеканалов в сезоне. Эфирные часы «Мячи» получили золото в номинации Interstitial и серебро — в номинации ID. Фирменные автомобили получили бронзу как наружная реклама.